# Ayon
Ayon is een bestuurslaag in het regentschap Aceh Besar van de provincie Atjeh, Indonesië. Ayon telt 303 inwoners (volkstelling 2010).